# Величко Олександр Григорович
Олекса́ндр Григо́рович Вели́чко (нар. 19 травня 1952) — учений-металург та організатор освіти. Доктор технічних наук, професор. Член-кореспондент НАН України. Академік АН ВШ України з 1995 р., академік Академії інженерних наук (1998).

## Біографія
Народився в Дніпропетровську. У 1974 р. закінчив Дніпропетровський металургійний інститут. З 1979 р. — на викладацький роботі у ДМетІ — асистент, доцент, а з 1995 р. — професор. У 1994 р. захистив докторську дисертацію. У 1988–1996 рр. — декан металургійного факультету; у 1996–2001 рр. — проректор з навчальної роботи, перший проректор.   Ректор НМетАУ (2001-2021).

## Наукові здобутки
Створив теорію коливальних явищ і вібрацій у сталевих та позапічних процесах, розробив на цій основі вібраційні системи контролю й керування ними. Розробив принципово нову концепцію конструювання та експлуатації дуттєвих пристроїв для сталеплавильних агрегатів, впровадив у виробництво високонадійне технологічне обладнання металургійних цехів.
Автор понад 450 наукових і навчально-методичних праць, зокрема 5 монографій, підручників, а також патентів та авторських свідоцтв на винаходи. Член Державної акредитаційної комісії Міністерства освіти і науки України, голова експертної ради МОН. Голова ради ректорів Дніпропетровської обл. при голові Дніпропетровської обласної державної адміністрації.
У 2009 р. обраний членом-кореспондентом Національної академії наук України за спеціальністю «Металургія чорних металів».

## Звання і нагороди
Заслужений працівник освіти України (1999). Лауреат Державної премії України в галузі науки і техніки (2000). Нагороджений орденами «За заслуги» (III та II ступеня, відповідно у 2002 і 2007 р.). Лауреат Нагороди Ярослава Мудрого АН ВШ України (1996).
- Орден «За заслуги» I ст. (24 серпня 2012) — за значний особистий внесок у соціально-економічний, науково-технічний, культурно-освітній розвиток Української держави, вагомі трудові здобутки, багаторічну сумлінну працю та з нагоди 21-ї річниці незалежності України[1]